# 靈性技術教會
靈性技術教會（Church of Spiritual Technology, CST）是美國加州的一家501(c)(3)非營利機構，成立於1982年，擁有包括山達基教的經典在內的所有L·羅恩·賀伯特著作版權，並授權許可使用。靈性技術教會對外以L·羅恩·賀伯特 圖書館（L. Ron Hubbard Library）的名義開展商業業務。靈性技術教會是山達基教的一個機構，但不屬於國際山達基教會而且不參與宗教事務的日常管理。靈性技術教會將L·羅恩·賀伯特視為“焦點”，其結構旨在實現山達基教徒所理解的他的願景。根據教會的說法，保存經典的既定目的是“無論社會發生什麼，確保後代能夠以準確和原始的形式獲得L·羅恩·賀伯特的所有技術。”